# 霍光墓
霍光墓，位於中国陝西省咸陽市興平市南位鎮東陳阡村南部，毗連咸陽地界，南面為興平市西吳鎮豆馬村，即渭北高塬南邊沿，高幹渠的北邊，相距不到百米。其墓形圓，上小底大，高19.92米，東寬61米，西寬63.5米，南長66.8米，北長為61.5米，封土79860立方米，佔地面積3993.3平方米，已列为盐湖区文物保护单位。

## 保护
1983年1月，霍光墓公布为县级运城市文物保护单位，古墓葬类。